# Швицкая (порода коров)
Бурая Швицкая порода — порода крупного рогатого скота мясо-молочного направления.

## История
Выведена в Швейцарии в кантоне Швиц (отсюда и название) с местной бурой короткорогой породой скота.
В Российскую империю животных швицкой породы начали завозить со 2-й половины XIX века. Использовалась при выведении костромской, бурой карпатской, кавказской бурой, лебединской и алатауской пород.
В настоящее время[когда?] разводят в основном в центральных областях РФ и на Северном Кавказе.
Швицкая порода распространена в Италии, Германии, Австрии, Северной и Южной Америке, РФ. На Украине коров швицкой породы разводят в Сумской, Закарпатской, частично в Черниговской и Харьковской областях. В хозяйствах Украины насчитывается до 1000 голов швицкой породы.

## Разведение породы в России
Благодаря биологическим и хозяйственным качествам, она является перспективной в зоне её разведения не только для производства молока, телятины и говядины, но и как источник стабильного дохода за счёт продажи племенного молодняка. По величине реализации молодняка, в расчёте на 100 коров из 12 основных пород, разводимых в России, бурая швицкая занимает третье место.
Основными поставщиками племенного материала данной породы в Российской Федерации на сегодняшний день считаются Калужская, Нижегородская, Смоленская и Владимирская области. Тем не менее за период с 1980 года по настоящее время численность бурого швицкого скота в России уменьшилась в 5 раз и достигла критического порога (0,93 %). Дальнейшее сокращение численности поголовья может привести к утрате генофонда породы.

## Продуктивность
Бурая швицкая порода считается[кем?] одной из лучших в мире, как по содержанию белка в молоке, так и по качеству приготавливаемых из него сыров.
По данным бонитировки за 2020 год молочная продуктивность бурой швицкой породы составила 6221 кг молока, с содержанием жира 4,03 % и белка 3,34 % (в 2010 году продуктивность породы 3789 кг, жира 3,81 % и белка 3,24 %)..
На племзаводе «Калужская Нива» от швицких особей-рекордсменок получают надой 13000—14500 кг молока, на племзаводе «Большемурашкинский» 11000—12000 кг. Рекорд породы зафиксирован 26.683 кг/лактацию.
На 2022 год ориентир продуктивности породы не хуже: 8000 кг молока, содержание жира — 4,2 %, содержание белка — 3,5 %, на основании оценки племенной ценности быков-производителей. Лучшие показатели у четырёх линий: Леирд, Ладди, Концентрат 106157, Меридиан 90827.
Живая масса коров 570—600 кг, быков — 900—1000 кг.
Животные скороспелые, имеют хорошие мясные качества. Убойный выход 56—59 %.